# Raymond Brucker
Pour les articles homonymes, voir Brucker.
Raymond Brucker, né le 5 mai 1800 à Paris 2e et mort le 28 février 1875 à Paris 4e, est un écrivain français.
On prête à Raymond Brucker, le long de sa carrière dans les lettres, un grand nombre de pseudonymes, dont Paul Séverin, Aloysius Block, Edouard Champercier, Eugène Davernay, Étienne de la Berge, Pierre de la Fronde, Gustave Delinon, Charles Dupuy, Prosper Milleret, Auguste Ricazd ou encore Olibrius.

## Biographie
Ouvrier éventailliste puis brocheur jusqu’aux environs de l’âge de 30 ans, Brucker a publié, du fond de son atelier, du roman de mœurs populaires le Maçon (1829, 4 vol. in-12),. Ce livre de début, publié sous le pseudonyme de « Michel Raymond » formé de la réunion de son prénom avec celui de son coauteur Michel Masson, a été encensé par toute la critique. Il travaille ensuite avec Léon Gozlan, peu connu alors, à un roman intitulé les Intimes. Ces deux ouvrages ont eu leur vogue et leur influence.
Vers 1830, assez hostile à la Restauration, Brucker faisait partie de la rédaction du Temps et du premier Figaro. Lors de Révolution de 1830, il mit le ministre Pierre-Denis de Peyronnet, en cellule à Vincennes, au chant de la Marseillaise. Après l’attentat de Fieschi au boulevard du Temple, le 28 juillet 1835, bouleversé par le spectacle de la boucherie, il rompt tout net avec la polémique du jour, malgré quelques républicains de son entourage, Flocon, Latouche et d’autres, qui cherchaient à l’en dissuader, et cesse toute espèce de controverse contre les gouvernements, trouvant cette sorte de guerre non moins frivole que pernicieuse.
Un moment attiré par le saint-simonisme, puis par l’école phalanstérienne de Charles Fourier, où il ne reste guère que six mois, il publie le roman Mensonge, à titre de résumé de ses études. Convaincu du néant de cette doctrine, il se rapproche sans transition du catholicisme, et donne des conférences publiques à l’Athénée, qui tenait des séances rue de Valois, à l’Institut historique, dans l’ancienne sacristie des Petits-Pères. 
Sous les auspices de Louis Veuillot et de Xavier de Ravignan, il fonde les journaux catholiques l’Espérance à Nancy et l’Africain à Constantine. En 1845, à titre de critique des cours de Jules Michelet et Edgar Quinet, il publie, sur l’incitation de l’abbé Desgenettes, alors curé de la confrérie de Notre-Dame des Victoires, les Docteurs du jour devant la famille. L’évêque de Langres estimait hautement ce  pavé indigeste, dont l’édition fut épuisée dans la semaine, mais qui n’a eu, qu’une publicité de séminaire.
Pendant vingt-cinq ans, il a coopéré à la propagation en France des Sociétés mutuelles de Saint-François-Xavier, au profit des classes populaires. À la Révolution de 1848, il essaya de transporter, en qualité de clubiste, le suffrage universel au sein même la hiérarchie familiale, en le basant sur le nombre des obligations domestiques du ménage paternel. Ayant entrepris de publier ses mémoires, il avait pris à cet effet des notes sur un rouleau qui s’augmentait de petits morceaux de papier ajustés l’un à l’autre, ce qui a fait donner par Amable Tastu,  le nom de Trente aunes de la vie de Brucker à ce recueil.

## Œuvres
Sous le nom de Raymond Brucker
- Les cent-et-une nouvelles nouvelles des Cent-et-un, ornées de cent-et-une vignettes, recueil de nouvelles en deux volumes, Paris, Ladvocat, 1833
- Le livre des conteurs, ouvrage collectif, Paris, Allardin, 1833
- Mensonge, roman en 2 volumes, Paris, Werdet, 1837
- Les Belles Femmes de Paris et de la Province (avec Honoré de Balzac et Roger de Beauvoir), Paris, Au Bureau, 1839-40
- Branches d'olivier. Recueil de poésies chrétiennes, ouvrage collectif, Paris, Olivier Fulgence, 1840
- Les Docteurs du jour devant la famille, Paris, Sagnier et Bray, 1844
- Profession de foi d'un citoyen de Paris pour sa candidature à l'Assemblée nationale, Paris, Guiraudet et Jouaust, 1848
- Testament d'Alibaud. Contrat d'alliance entre les socialistes et les républicains, Paris, Schneider, 1848
- Le Carême du roi, comédie en trois actes, en vers, Paris, De Soye et Bouchet, 1853
- Quarante-huit heures de la vie de ma mère, Paris, De Soye et Bouchet, 1854.
- Les Docteurs du jour devant la famille, Paris, Sagnier et Bray, 1844, xviii, 431 p., 17 cm (OCLC 684537673, lire en ligne sur Gallica).

Sous le nom de Michel Raymond
- Le Maçon, mœurs populaires, roman en quatre volumes, en collaboration avec Michel Masson, Paris, Ambroise Dupont et Cie, 1828
- Le Puritain de Seine-et-Marne, Paris, H. Dupuy, 1832
- Les Sept Péchés capitaux, roman en 2 volumes, Paris, Werdet, 1833
- avec Léon Gozlan, Les Intimes, Paris, Eugène Renduel, 1832, 456 p., 3 vol. (OCLC 797039407, lire en ligne), « tome second », 1832.
- Un secret, roman en 2 volumes, Paris, Allardin, 1835
- Le Boudoir et la mansarde, roman en 2 volumes, avec Carle Ledhuy, Paris, C. Lachapelle, 1838
- Le Portefeuille noir, roman en 2 volumes, Paris, J. Laisné, 1839
- Loi de liberté. Epitre à Raspail, Paris, Librairie Sociale, 1839
- Henriette, roman en 2 volumes, Paris, Werdet et Cie, 1840
- Scandale, en 2 volumes, Paris, Paris, Werdet, 1841
- Maria, roman inédit, en 2 volumes, Paris, C. Le Clère, 1841
- Les Causeries de Bruyères-le-Châtel, Paris, Werdet, 1842
- Un Jacobin sous la Régence, Paris, Werdet, 1842.

Sous le nom de Paul Séverin
- Le Bouquet de mariage, révélations sur les mœurs du siècle, en 2 volumes, Paris, Gosselin et Coquebert, 1838.